# Велиц, Мартин
Мартин Велиц (словац. Martin Velits, род. 21 февраля 1985 года в Братиславe, Чехословакия) — словацкий профессиональный шоссейный велогонщик. Двукратный чемпион Словакии (2009, 2010). Сын известного чехословацкого велогонщика Ладислава Велица, брат-близнец Петера Велица, также профессионального словацкого шоссейного велогонщика.

## Детство
Он родился в Братиславе, но вместе с семьей переехал в Пухов в 1998 году. Зимой он играл вместе с братом в хоккей, но постепенно они оба начали заниматься велоспортом. В их спортивном росте участвовали в основном отец Ладислав Велиц и дядя Тибор Велиц.

## Карьера юниора
В категории юниоров он был одним из лучших в мире. Его первой командой была  Dukla Trenčín Merida (Дукла Тренчин Мерида). Затем он был в южноафриканской команде Konica-Minolta, где он мог участвовать в гонках даже зимой. Его юниорская карьера завершилась на 360-м месте в чемпионате мира в Штутгарте в 23 года.

## Профессиональная карьера
Профессиональную карьеру начали оба брата в немецкой команде Wiesenhof-Felt, но в конце сезона 2007 года эта команда прекратила свою деятельность. Благодаря титулу чемпиона мира Питера Велица, оба брата получили несколько предложений и подписали двухлетний контракт с немецкой командой Милрам. В 2009 году он занял четвертое место на испанской гонке Рута-дель-Соль. С 2010 года братья Велицы выступали в команде HTC Highroad в США. В 2012 участвовал на Тур де Франс. Мартин участвовал в гонке Vuelta и España три раза, где в 2010 году он занял 106 место.
Его самым большим достижением в профессиональной карьере является титул чемпиона Словакии в 2010 году.
До сезона 2012 года оба брата перешли в команду Omega Pharma-Quick Step.

## Факт
Мартин ездит на велосипеде около 30 тысяч километров в год.

## Достижения
2004
Чемпионат Словакии
1-й  Групповая гонка U23
2005
Чемпионат Словакии
1-й  Групповая гонка U23
1-й Этап 3a Тур Кейптауна
2006
1-й 94.7 Cycle Challenge
Чемпионат Словакии
1-й  Групповая гонка U23
2-й  Индивидуальная гонка U23
7-й Тур Кейптауна
8-й Кубок Японии
1-й Этап 4
2007
10-й Стер Электротур
2008
8-й Три дня Западной Фландрии
2009
Чемпионат Словакии
1-й  Групповая гонка
4-й Вуэльта Андалусии
2010
Чемпионат Словакии
1-й  Индивидуальная гонка
1-й Этап 1 (КГ) Вуэльта Испании
2012
Чемпионат Словакии
2-й  Индивидуальная гонка

## Статистика выступлений

### Гранд-туры
| Гонка           | 2008 | 2009 | 2010 | 2011 | 2012 | 2013 | 2014 | 2015 | 2016 | 2017 |
| --------------- | ---- | ---- | ---- | ---- | ---- | ---- | ---- | ---- | ---- | ---- |
| Джиро д'Италия  | —    | —    | —    | —    | НФ   | —    | —    | —    | —    | —    |
| Тур де Франс    | —    | —    | —    | —    | 88   | —    | —    | —    | —    | —    |
| Вуэльта Испании | 73   | 95   | 106  | 125  | —    | —    | 130  | 117  | 152  | —    |

| —  | Не участвовал  |
| НФ | Не финишировал |